# Norra Finlands militärlän
Norra Finlands militärlän (finsk: Pohjois-Suomen sotilaslääni) er et af hærens fire militære len indenfor Finlands försvarsmakt. Militærlenets stab er placeret i Uleåborg. Lenet er inddelt i fire regionale kontorer eller regionalbyråer, som de kaldes i Finland. 

## Regionalbureauer
- Øvre Laplands regionalbureau i Sodankylä. Omfatter kommunerne: Enontekis, Enare, Utsjoki, Kittilä, Kolari, Muonio, Pelkosenniemi, Savukoski og Sodankylä.
- Laplands regionalbureau i Rovaniemi. Omfatter kommunerne: Kemi, Kemijärvi, Keminmaa, Pello, Posio, Ranua, Rovaniemi, Salla, Simo, Tervola, Torneå og Övertorneå.
- Kajanalands regionalbureau i Kajana
- Norra Österbottens regionalbureau i Uleåborg